# Hummelstown
Hummelstown es un borough ubicado en el condado de Dauphin en el estado estadounidense de Pensilvania. En el año 2000 tenía una población de 4,360 habitantes y una densidad poblacional de 1,247 personas por km².

## Geografía
Hummelstown se encuentra ubicado en las coordenadas 40°15′55″N 76°42′31″O / 40.26528, -76.70861

## Demografía
Según la Oficina del Censo en 2000 los ingresos medios por hogar en la localidad eran de $41,625 y los ingresos medios por familia eran $50,572. Los hombres tenían unos ingresos medios de $36,500 frente a los $27,547 para las mujeres. La renta per cápita para la localidad era de $21,394. Alrededor del 6.7% de la población estaba por debajo del umbral de pobreza.